# Commandant Lucas
Commandant Lucas – francuski niszczyciel z okresu I wojny światowej. Jednostka typu Bisson. Okręt wyposażony w cztery kotły parowe opalane ropą i turbiny parowe. Zapas paliwa 165 ton. Operował na Morzu Śródziemnym. "Lucas" przetrwał wojnę. Z listy floty skreślono go w czerwcu 1933 roku.